# 堀井不二夫
堀井 不二夫（ほりい ふじお）は、日本の航空管制官。

## 人物
4人兄弟の末子として生まれる。中学時代の将来の夢は飛行機のパイロットだった。高等学校在学中に重度の腎臓病にかかり、このことが原因でパイロットになる夢を諦める。その後、たまたま見た求人情報誌で航空管制官募集の広告を見つけ、飛行機に関わる仕事がしたいと思うようになる。
航空保安大学校卒業後、羽田空港管制保安部に配属。アメリカ合衆国の空港で管制技術を学んだ後、35歳の時に沖縄空港管制部に配属となり3年間勤務し、羽田空港に配属。2009年、東京航空局主幹管制官。
航空管制官退職後は、一般財団法人航空交通管制協会の研修部長として各地への出張講座を行っている。

## テレビ出演
- 2009年2月17日 - 『プロフェッショナル 仕事の流儀・第110回「空を守る、不動の男」』[3]
- 2010年10月19日 - 『日経スペシャル ガイアの夜明け・羽田から世界へ！～世界に負けない空港大改革～』

## 出版物

### 書籍
- 2010年 - 『プロフェッショナル 仕事の流儀Ⅱ 2008-2009』 NHK「プロフェッショナル」制作班 ISBN 978-4-591-11532-9

### DVD
- 2010年 - 『プロフェッショナル 仕事の流儀 「航空管制官 堀井不二夫の仕事 空を守る、不動の男」』 NHKエンタープライズ

## 参考資料
- 『プロフェッショナル 仕事の流儀』（NHK総合テレビジョン）2009年2月17日放送
- 「ガイアの夜明け」バックナンバー